# Calviac-en-Périgord
Calviac-en-Périgord település Franciaországban, Dordogne megyében. Lakosainak száma 541 fő (2022. január 1.). Calviac-en-Périgord Carlux, Carsac-Aillac, Saint-Julien-de-Lampon, Sainte-Mondane, Veyrignac, Saint-Vincent-le-Paluel és Prats-de-Carlux községekkel határos.

## Népesség
A település népességének változása:
| Lakosok száma | 406  | 425  | 441  | 501  | 485  | 496  | 510  | 510  | 520  | 541  |
|               | 1968 | 1982 | 1990 | 2006 | 2013 | 2015 | 2017 | 2019 | 2020 | 2022 |